# Zhanghengita
La zhanghengita és un mineral de la classe dels elements natius. Rep el seu nom de Zhang Heng (78-139 aC), un famós astrònom de l'antiga Xina.

## Característiques
La zhanghengita és un aliatge de coure i zinc, de fórmula química CuZn, que va ser aprovat per l'Associació Mineralògica Internacional l'any 1985. Cristal·litza en el sistema isomètric. Es troba en forma de petites plaques irregulars, que poden ser estriades en múltiples direccions, produint un esgrafiat. La seva duresa a l'escala de Mohs és 5.
Segons la classificació de Nickel-Strunz, la zhanghengita pertany a «01.AB - Metalls i aliatges de metalls, família zinc-coure» juntament amb els següents minerals: cadmi, reni, zinc, titani, danbaïta, α-llautó, tongxinita i zinccopperita, així com de tres espècies més encara sense nom definitiu.

## Formació i jaciments
Va ser descoberta l'any 1985 al meteorit que va caure l'any 1970 a Boxian, a Xiaoyanzhuang (Província d'Anhui, República Popular de la Xina). És l'únic indret on se n'ha trobat, tot i que ha indicis des del 2013 que també se'n podria trobar al Vietnam. Sol trobar-se associada a altres minerals com: plata, sofre, esfalerita, limonita, òxids de manganès, cerussita, anglesita, freibergita, galena, coure, aliatges de Cu–Zn, cuprita o djurleïta.